# Bilfinger
Bilfinger SE (tidligere Bilfinger Berger AG) er en tysk bygge- og ingeniørvirksomhed med hovedkvarter i Mannheim.
Virksomheden blev etableret i 1880 af August Bernatz, som etablerede Bernatz Ingenieurwissenschaft, fra 1886 fik den navnet Bernatz & Grün og fra 1892 Grün & Bilfinger da Paul Bilfinger afløste Bernatz som partner.